# Jenzigberg
Der Jenzigberg ist ein 2090 m hoher Berg im ostantarktischen Viktorialand. In der Eisenhower Range ragt er am Kopfende des Jenagletschers auf.
Wissenschaftler der GANOVEX V (1988–1989) benannten ihn nach dem Jenzig, einem Muschelkalkberg in Jena.